# Зільберблат Геннадій Михайлович
Геннадій Михайлович Зільберблат (нар. 8 серпня 1945, Киргизстан)— генеральний директор Київського обласного психіатрично-наркоголічного медичного об'єднання, заслужений лікар України, Голова Київської обласної організації роботодавців галузі охорони здоров'я, член ради Української Федерації Охорони Здоров'я, член президії Всеукраїнської асоціації роботодавців у галузі охорони здоров'я, член правління спілки психіатрів, наркологів, медичних психологів, член правління Асоціації головних лікарів психіатричних закладів, член правління Асоціації наркологів. Г. М. Зільберблат є автором та співавтором понад 90 друкованих робіт.

## Життєпис
У 1969 р. закінчив Вітебський медичний інститут. З 1969 р. по 1976 р. працював завідувачем Берестейської психіатричної лікарні. З 1976 року працює в Україні.
Головний позаштатний нарколог з 1981 р. та психіатр з 1998 р. Київського обласного управління охорони здоров'я Г. М. Зільберблат
В 2009 р. за результатами конкурсу Всеукраїнського рейтингового конкурсу «Найкращі підприємства України — 2009», за якими медичне об'єднання під керівництвом Г. М. Зільберблата визнано переможцем в галузі охорони здоров'я. За особистий внесок у розвиток вітчизняної охорони здоров'я та за ефективне управління підприємством керівника було нагороджено нагрудним знаком «Найкращий керівник року» і статуеткою богині Ніки.
Станом на 2013 рік, обласний наркологічний диспансер у своїй структурі має 2 чоловічих та 1 жіноче наркологічні відділення, відділення інтенсивної терапії, кабінет анонімного лікування.
У 2012 році Г. М. Зільберблат був запрошений почесним гостем на Першу міжнародну науково-практичну конференцію, яка проходила у Києві у листопаді.

## Нагороди
Нагороджений медалями О. Р. Довженка та А. М. Міля, грамотами МОЗ України та грамотами і подяками інших відомств.
Нагороджений відзнакою Київської обласної ради "Нагрудний знак «За заслуги перед Київщиною» (2024).